# Paragon Solutions
Paragon Solutions (in ebraico פאראגון פתרונות‎?) è una startup informatica israeliana attiva nello sviluppo e nella commercializzazione di software per la ciberguerra.
Il suo prodotto più noto è lo spyware Graphite, in grado di manipolare ed estrapolare informazioni da dispositivi mobili senza lasciare traccia. Rispetto alla concorrenza, Paragon vanta una maggiore eticità nella commercializzazione dei suoi prodotti, resi disponibili alle autorità di un gruppo selezionato di governi, prevalentemente gli Stati Uniti d'America e i suoi alleati più "democratici" (tra cui Australia, Canada, Danimarca, Israele, Italia e Singapore), con condizioni d'uso limitate al solo ambito militare.

## Storia
L'azienda è stata fondata come startup nel 2019 su iniziativa dell'ex comandante dell'Unità 8200 delle Forze di difesa israeliane Ehud Schneorson insieme a Idan Nurick, Igor Bogudlov, Lior Avraham, Liran Alkobi e all'ex Primo ministro israeliano Ehud Barak; tra gli investitori iniziali sono figurati il fondo statunitensi Battery Ventures e il fondo israeliano Red Dot Capital Partners. Dal 2021 dispone di una filiale statunitense incorporata nel Delaware con sede a Chantilly, Virginia, il cui personale deriva in larga parte dagli ambienti militari e d'intelligence del governo statunitense. Nell'ottobre 2024 lo United States Immigration and Customs Enforcement (ICE) ha firmato un contratto della durata di un anno per un valore di due milioni di dollari con la controllata statunitense per la fornitura di un software.
Nel dicembre 2024 il fondo statunitense di private equity AE Industrial Partners ha acquistato l'azienda per un importo iniziale di 500 milioni di dollari (con l'opzione di aggiungerne altri 400 milioni in caso di ottenimento degli obiettivi prefissati), sebbene il Ministero della difesa israeliano abbia negato di aver approvato tale accordo, tanto che l'azienda non risulta tra i suoi investimenti. Il fondo statunitense avrebbe intenzione di fondere Paragon Solutions con REDLattice, azienda informatica statunitense acquistata nel gennaio 2023.

## Prodotti
L'unico prodotto noto è Graphite, uno spyware pensato principalmente per dispositivi mobili in grado di controllare fotocamere e microfoni oltre che di trasmettere in cloud vari dati, incluse la posizione e le conversazioni crittografate end-to-end dei maggiori software di messaggistica istantanea come WhatsApp, iMessage, Signal e Telegram, senza lasciare alcuna traccia; principale peculiarità dello spyware è infatti la sua azione definita zero click, ovvero in grado di insinuarsi in un dispositivo senza una necessaria interazione con un link ma piuttosto con un contenuto infetto come ad esempio un documento in formato PDF. Per le sue caratteristiche lo spyware è stato paragonato a Pegasus, sviluppato dall'azienda israeliana NSO Group.

## Controversie
Il 31 gennaio 2025 l'azienda statunitense Meta Platforms ha informato alcuni utenti di WhatsApp che i loro dati erano stati compromessi dal software Graphite e il 29 aprile 2025 anche Apple ha notificato ad alcuni utenti che erano stati spiati da uno spyware avanzato; tra i nomi resi noti sono figurati:  i giornalisti Francesco Cancellato e Ciro Pellegrino (Fanpage.it), Roberto D'Agostino di Dagospia, gli attivisti Luca Casarini, Giuseppe Caccia, Mattia Ferrari (Mediterranea Saving Humans), David Yambio (Refugees in Libya) ed Eva Vlaardingerbroek.
In Italia la vicenda è diventata una controversia nazionale finita al centro di un'indagine del Comitato parlamentare per la sicurezza della Repubblica (COPASIR) e ha portato all'interruzione dei rapporti tra Paragon Solutions e i suoi due clienti italiani (una forza di polizia e un'agenza di intelligence); secondo l'azienda, quest'ultima avrebbe chiesto di poter indagare sulla vicenda, in collaborazione con le autorità italiane, per accertare l'autore delle intercettazioni mentre secondo il governo italiano i rapporti si sarebbero interrotti per tutelare la sicurezza nazionale.